# Auguste Beernaert
Auguste Marie François Beernaert (Ostende, 26 de julio de 1829 – Lucerna, 6 de octubre de 1912) fue un jurista y político belga.
Partidario del arbitraje internacional, participó en las Conferencias de La Haya de 1899 y 1907. Recibió el Premio Nobel de la Paz de 1909 que compartió con el barón Paul d'Estournelles.
Auguste Beernaert nació en 1829, hijo de un funcionario del gobierno. Durante su educación, estudió Derecho en la Universidad de Lovaina y obtuvo su graduación en 1850. Financiado por una beca escolar visitó las universidades de Berlín, París, Heidelberg, Leipzig y Estrasburgo durante dos años y volvió en 1853 a Bruselas donde se convirtió en un exitoso abogado. Fue primer ministro de Bélgica (1884-1894), ministro de Obras Públicas (1873-1878), ministro de Agricultura, Industria y Obras Públicas y presidente de la Cámara de los Diputados. También fue el primer presidente de la Unión Interparlamentaria desde 1909 hasta 1912. Fue diputado y se mantuvo activo en la política hasta a la edad de 73 años.  Murió en un hospital suizo en octubre de 1912.
Fue a través de su trabajo interparlamentario y en las conferencias internacionales de paz en La Haya en 1899 y 1907 que se hizo conocido como un luchador por la paz. En La Haya, entre otras asignaciones, dirigió la comisión que se ocupaba de las leyes de guerra, y siempre defendió la causa de los estados pequeños. En el primer caso se presentó ante la Corte Internacional de La Haya en 1902 Estados Unidos contra México, Beernaert defendió la causa mexicana.

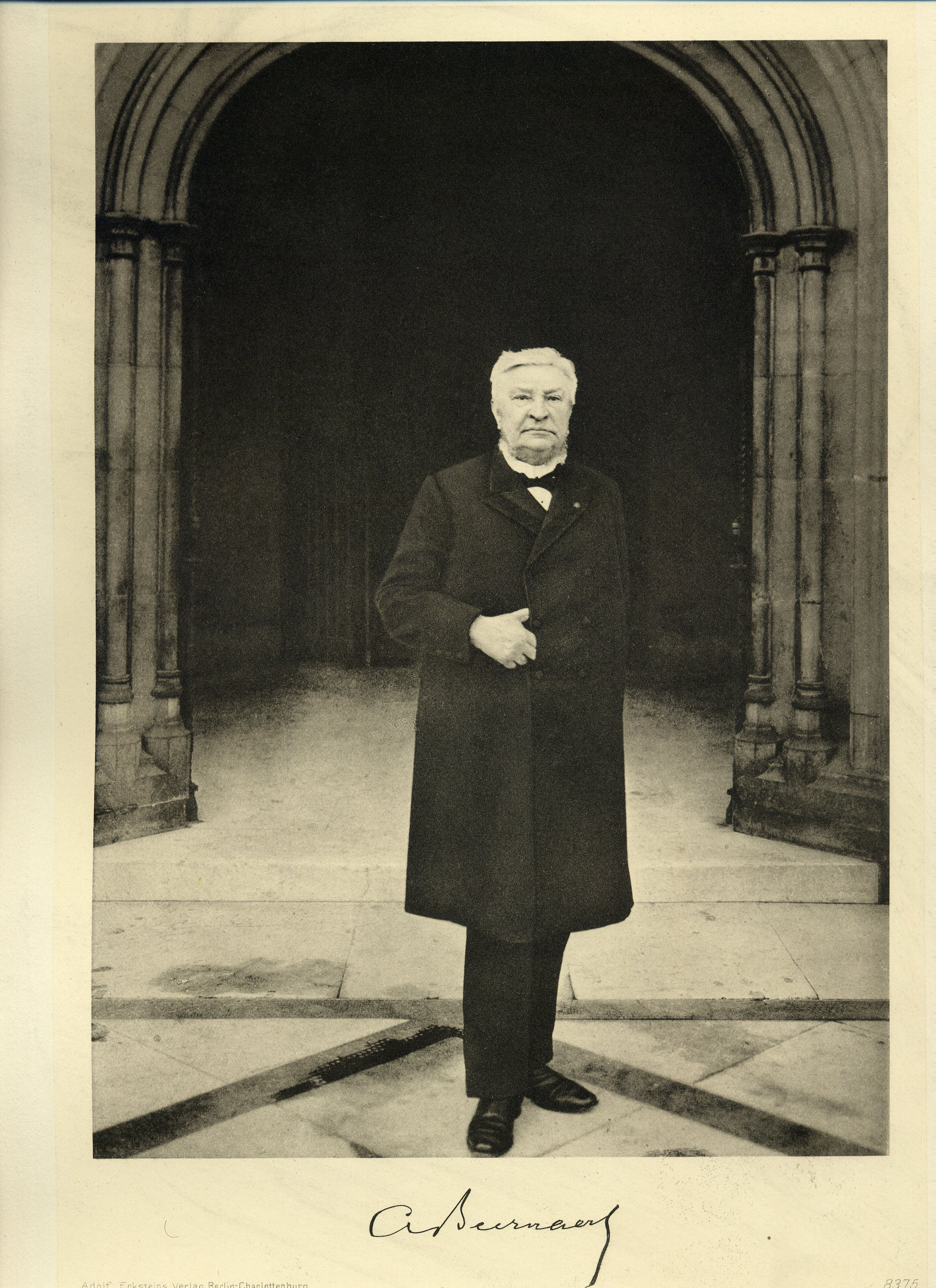
Auguste Beernaert